# Radical cyano
« Cyano » redirige ici. Pour l’article homophone, voir Siano.

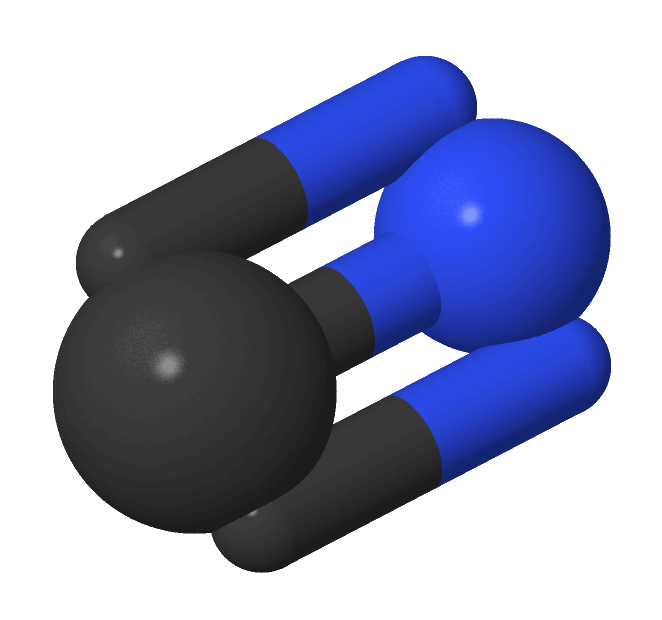
Image du radical cyano. Puisque c'est un radical, l'atome de carbone n'a que trois liaison en commun avec l'azote.

Le radical cyano •CN est une espèce chimique de type monoradicalaire.
- Il apparaît en cinétique chimique comme molécule fugitive dans la décomposition de certaines réactions chimiques en réactions intermédiaires simples.
- C'est aussi l'une des premières molécules détectées dans le milieu interstellaire, en 1938. On l'observe dans les nuages diffus[1] et dans les nuages denses.